# Vallesia vaupesana
Vallesia vaupesana är en oleanderväxtart som beskrevs av J.F. Morales. Vallesia vaupesana ingår i släktet Vallesia och familjen oleanderväxter. Inga underarter finns listade i Catalogue of Life.